# Stanley Weber
Stanley Weber (París; 13 de julio de 1986) es un actor francés. Es más conocido por haber interpretado a Juan Borgia en la serie televisiva Borgia.

## Biografía
Es hijo del actor Jacques Weber y de Christine Weber, y tiene dos hermanos, Kim y Tommy Weber.
Estudió en el London Academy of Music and Dramatic Art "LAMDA".
Es buen amigo del actor Thibaut Evrard.

## Carrera
En 2011 se unió al elenco principal de la serie francesa Borgia, donde interpretó a Juan Borgia, el hijo del papa Alejandro VI (John Doman), hasta 2013, luego de que su personaje fuera asesinado.
En 2013 se unió al elenco de la película Not Another Happy Ending, donde dio vida al protagonista, Tom Duval.
En 2016 se unió al elenco de la segunda temporada de la popular serie Outlander, donde interpretó al malvado conde de Saint Germain, un comerciante de vinos que pronto tiene fricciones con Jamie y Claire Fraser. Apareció en la serie hasta el séptimo episodio de la segunda temporada, después de que su personaje muriera envenenado en un juicio privado organizado por el Rey para deshacerse de todos los que practicaran la magia en Francia.

## Filmografía

### Televisión
| Año             | Título                   | Personaje                 | Notas                                    |
| --------------- | ------------------------ | ------------------------- | ---------------------------------------- |
| 2018 - presente | Britannia                | Lindon                    | 9 episodios                              |
| 2016            | Outlander                | Conde de Saint Germain    | 6 episodios                              |
| 2011 - 2013     | Borgia                   | Juan Borgia               | 13 episodios                             |
| 2012            | The Hollow Crown         | Charles, Duque de Orleans | Episodio: "Henry V" - miniserie          |
| 2010            | Any Human Heart          | Detective suizo           | Episodio # 1.2                           |
| 2010            | Agatha Christie's Poirot | Conde Andrenyi            | Episodio: "Murder on the Orient Express" |

### Cine
| Año  | Título                             | Personaje        | Notas |
| ---- | ---------------------------------- | ---------------- | --- |
| 2016 | Let Me Go                          | Serges           | Junto a Lucy Boynton, Jodhi May, Juliet Stevenson y Elizabeth Webster                                       |
| 2016 | Paula                              | George           | Junto a Carla Juri, Roxane Duran, Joel Basman y Albrecht Schuch                                             |
| 2016 | Pilgrimage                         | Hermano Gerladus | Junto a Richard Armitage, Tom Holland, Jon Bernthal, John Lynch, Hugh O'Conor y Lochlann O'Mearáin          |
| 2015 | L'origine de la violence           | Nathan Wagner    | Junto a Michel Bouquet, Miriam Stein, Richard Berry y Michel Galabru                                        |
| 2015 | Sword of Vengeance                 | Shadow Walker    | Junto a Ed Skrein, Annabelle Wallis, Karel Roden, Dave Legeno, Edward Akrout y Gianni Giardinelli           |
| 2014 | Sous les jupes des filles          | -                | Junto a Vanessa Paradis, Laetitia Casta, Isabelle Adjani, Audrey Fleurot, Alice Taglioni y Guillaume Gouix  |
| 2014 | Mom amie Victoria                  | -                | Junto a Catherine Mouchet, Pascal Greggory, Aurore Broutin y Nadia Moussa                                   |
| 2014 | La clinique du docteur Blanche     | Emile Blanche    | Junto a Serge Riaboukine, Bruno Lochet y Julie Duclos                                                       |
| 2014 | Two Black Coffees                  | -                | Cortometraje - junto a Mark Ryder, John Doman, Marta Gastini y Diarmuid Noyes                               |
| 2013 | Aurélia                            | -                | Cortometraje - junto a Gabrielle Lazure, Martin Barlan y Eden Ducourant                                     |
| 2013 | Violette                           | Joven albañil    | Junto a Emmanuelle Devos, Sandrine Kiberlain, Olivier Gourmet, Catherine Hiegel y Jacques Bonnaffé          |
| 2013 | La maillot de bain                 | Stéphane         | Cortometraje - junto a Carole Franck, Inès Guardino y Roger Manning                                         |
| 2013 | Trap for Cinderella                | Serge            | Junto a Aneurin Barnard, Tuppence Middleton, Frances de la Tour, Alexandra Roach y Kerry Fox                |
| 2013 | Not Another Happy Ending           | Tom Duval        | Junto a Karen Gillan, Freya Mavor, Iain De Caestecker, Amy Manson y Kate Dickie                             |
| 2013 | Cheba Louisa                       | Fred             | Junto a Rachida Brakni, Isabelle Carré, Biyouna, Mhamed Arezki y Baya Belal                                 |
| 2012 | La banda Picasso                   | Georges Braque   | Junto a Ignacio Mateos, Pierre Bénézit, Jordi Vilches, Lionel Abelanski, Raphäelle Agogué y Louise Monot    |
| 2012 | Thérèse Desqueyroux                | Jean Azevedo     | Junto a Audrey Tautou, Gilles Lellouche, Anaïs Demoustier, Francis Perrin y Yves Jacques                    |
| 2010 | Pieds nus sur les limaces          | -                | Junto a Diane Kruger, Ludivine Sagnier, Denis Ménochet, Brigitte Catillon y Jean-Pierre Martins             |
| 2009 | Thérèse Desqueyroux                | Luis XV          | Junto a François Berland, Féodor Atkine, Marina Cristalle, William Mesguich, Romane Portail y Coralie Revel |
| 2009 | Juste un peu d'@mour               | Marc             | Junto a Clémentine Célarié, Annelise Hesme, Lannick Gautry y Hubert Benhamdine                              |
| 2008 | La dame de Monsoreau               | Capitán Delmas   | Junto a Frédéric van den Driessche, Esther Nubiola, Thomas Jouannet, Anne Caillon y Frédéric Quiring        |
| 2008 | Le premier jour du reste de ta vie | Éric             | Junto a Jacques Gamblin, Zabou Breitman, Déborah François, Marc-André Grondin y Pio Marmaï                  |
| 2008 | Figaro                             | Chérubin         | Junto a Isabelle Adjani, Denis Podalydès, Céline Sallette y Jacques Weber                                   |
| 2007 | Le vrai coupable                   | -                | Junto a Marine Delterme, Francis Huster, Jean-Pierre Cassel, Linda Hardy y Jacques Spiesser                 |

### Teatro
| Año         | Obra                                              | Personaje | Notas                       |
| ----------- | ------------------------------------------------- | --------- | --------------------------- |
| 2012        | L'Épreuve                                         | -         | Théâtre de l'Ouest parisien |
| 2010        | Much Ado About Nothing                            | -         | -                           |
| 2008 - 2010 | Macbeth                                           | -         | -                           |
| 2009        | César, Fanny, Marius                              | -         | -                           |
| 2008        | Comment prendre 5 ans en l'espace de 2 h d'avion? | -         | -                           |
| 2008        | Le Chevalier de la lune                           | -         | -                           |
| 2008        | L'Épouvantail                                     | -         | -                           |
| 2007        | Si ce n'est toi                                   | -         | -                           |
| 2007        | La Nuit s'est abattue comme une vache             | -         | -                           |
| 2006        | Richard Ier Cœur de Lion                          | -         | -                           |
| 2005        | Le Mal à dire                                     | -         | -                           |